# CERN Open Hardware Licence
La CERN Open Hardware Licence est une licence utilisée pour des projets de matériel libre. Elle a été créée par le CERN, qui a publié la version 1.0 en mars 2011. La dernière version (en 2016) est la 1.2, publiée en septembre 2013.

## Dénomination
Le mot Licence dans le nom complet de la licence est en langue anglaise britannique. Généralement, c'est le terme License en anglais américain (avec un s à la place du second c) qui est utilisé dans le nommage des licences.

## Utilisation
- La sonde de calibration libre Colorhug2 utilise la version 1.1 de cette licence[1] ;
- Une variante de la Free beer brassée à l'occasion des RMLL 2012 dont la recette utilise la version 1.1 de cette licence[2] ;
- Modules électroniques Tinkerforge (en) ;
- AXIOM (camera) (en)[3]
- Elphel cameras [4]
- Station de surveillance de satellites SatNOGS ;
- Mycroft Mark 1, haut-parleur intelligent dont les schémas électroniques sont disponibles sur GitHub ;
- Gizmo For You Ltd ;
- SimpleMachines ;
- La plupart des projects listés sur le OHR ;
- Le wiki de cette licence CERN OHL liste aussi d'autres projets.